# Gidea Park
Gidea Park ist die britische Pop- und Rockband um den Sänger, Multiinstrumentalisten und Songautor Adrian Baker. Der größte Hit war 1981 das Medley Beach Boy Gold.

## Bandgeschichte
Adrian Baker war Ende der 1960er Jahre Mitglied der Pebbles aus Essex, die sich später erst in Playground und dann in Gidea Park umbenannten. Mit ihrem Sound, der den Beach Boys nachempfunden wurde, gelang den Briten 1981 zweimal der Einstieg in die UK-Charts. Beach Boy Gold erreichte Platz 11, Seasons of Gold wenig später Platz 28. Bis heute ist die Band aktiv und spielt Tourneen.

## Mitglieder
- Adrian Baker – Gesang, Gitarre
- Roger Whatling – Gesang, Bass
- Alec Duncan – Gesang, Schlagzeug
- Roger Nicholas – Gesang, Gitarre
- Martin Lawford (pensioniert 1994) – Gesang, Rhythmusgitarre
- Dave Walker (verstorben 1988) – Keyboards, Schlagzeug
- Ian Baker – Keyboards, Gesang

## Diskografie

### Alben
- 1996: Endless Summer Days
- 2007: Beach Party

### Singles
- 1978: Beach Boy Gold
- 1979: The Boogie Romance
- 1981: Seasons of Gold / Lolita
- 1981: El Chico de la playa – Beach Boy Gold
- 1982: Bach Boy Gold Part II
- 1985: I Get Around / Lazin on the Beach
- 1986: Run Baby Run
- 1988: (Lai-Lo-Lah) Limbo
- ????: Lightning Strikes / Baby Come Back (Gidea Park feat. Adrian Baker)